# Kanacea
Kanacea je vulkanický ostrov fidžijského souostroví Lau. Ostrov leží 15 km západně od Vanua Balavu. Má rozlohu 13 čtverečních kilometrů. Ostrov má sedm vrcholů z nichž nejvyšší je 259 m n. m.
Kanacea je v soukromém vlastnictví. Jeho hlavní ekonomickou aktivitou jsou kokosové plantáže.